# Andy Gruenebaum
Andy Gruenebaum est un footballeur américain né le 30 décembre 1982 à Overland Park dans le Kansas. Gardien de but, il durant évolue toute sa carrière professionnelle en MLS, principalement au Crew de Columbus.

## Biographie
Le 16 décembre 2013 Gruenebaum est transféré au Sporting Kansas City contre un choix de 2e tour lors de la MLS SuperDraft 2016.
En fin de saison 2014, après avoir disputé 14 matchs dans différentes compétitions avec le Sporting Kansas City, son année de contrat supplémentaire en option n'est pas levée par son club. Il est alors soumis au ballotage des joueurs libres de la MLS lors duquel il est repêché par les Earthquakes de San José. Néanmoins, il préfère prendre sa retraite sportive et devenir commentateur sur la chaine de télévision du Sporting Kansas City, dans sa ville d'origine au Kansas.

## Palmarès
- Champion de PDL 2005
- Coupe MLS 2008
- MLS Supporters' Shield : 2008, 2009